# Сулькевич Сулейман Олександрович
Сулькевич Сулейман (Матвій) Олександрович (крим. Süleyman Sulkeviç, * 1865, Кемейши, Лідський повіт, Віленська губернія, Російська імперія — 15 червня 1920, Баку, Азербайджанська Радянська Соціалістична Республіка) — український, кримський, азербайджанський державний діяч литовсько-татарського походження, Прем'єр-міністр Першого кримського крайового уряду у 1918 році.

## Життєпис
Народився в родині підполковника гусарського полку в родовому маєтку Кемейши Лідського повіту. Литовський татарин за походженням. Мусульманин. 
Отримав військову освіту у Воронізькому кадетському корпусі, Михайлівському артилерійському училищі та Академії Генерального Штабу. 
З 1885 р. — в армії. 
З 1910 р. — генерал-майор, з 1915 р. — генерал-лейтенант. Брав участь у Російсько-японській та Першій світовій війнах. 
У 1917-1918 — командуючий Першим Мусульманським корпусом. Член Таврійської вченої архівної комісії з 1912 р.
З 5 червня по 14 листопада 1918 р. при підтримці німецької окупаційної влади займав посади прем'єр-міністра, міністра внутрішніх справ та міністра військових справ Першого Кримського крайового уряду. Через виведення німецьких військ з півострова, загрозливу економічну ситуацію та незадоволення кримських політичних кіл залишив свою посаду.
З кінця 1918 р. — начальник Генерального штабу армії та військовий міністр Азербайджану. 
У травні 1920 р. заарештований більшовиками та розстріляний без судового розгляду.

## Галерея

Герб роду "їжак"
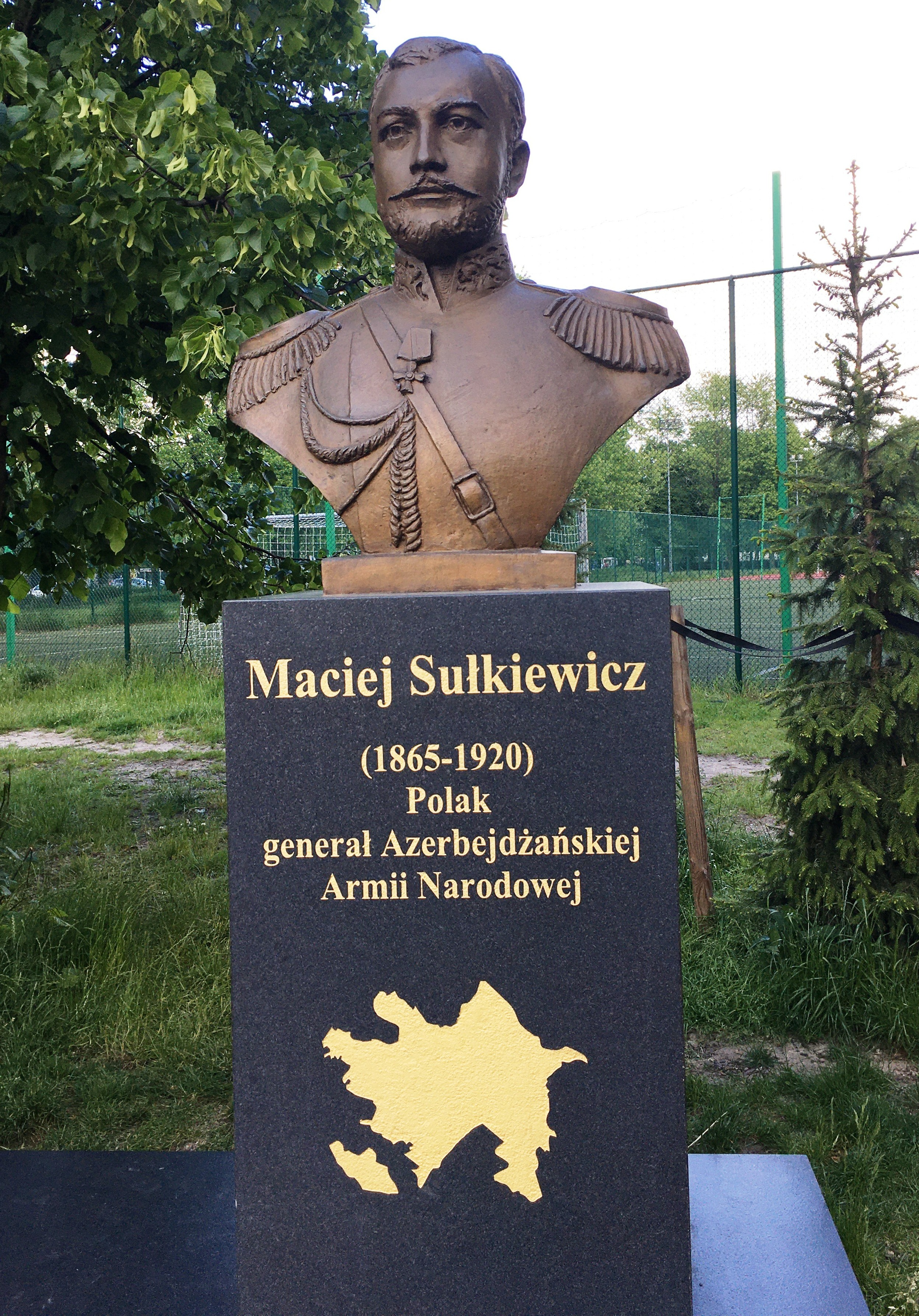
Погруддя генерала Матвія Сулькевича у місті Варшава